# Мюллер, Себастьян (футболист)
Себастьян Мюллер (нем. Sebastian Müller; родился 23 января 2001 года, Швальмштадт, Германия) — немецкий футболист, нападающий клуба «Швайнфурт 05».

## Клубная карьера
Себастьян Мюллер является воспитанником «Швальмштадт», «Альсфельд», «Визек», «Кёльн». 9 января 2020 года перешёл в «Арминию». За клуб дебютировал в матче против «Фрайбурга».
1 февраля 2021 года ушёл в аренду в «Оснабрюк». За клуб дебютировал в матче против «Бохума». Всего за клуб сыграл 10 матчей, где получил одну жёлтую карточку.
4 августа 2021 ушёл в аренду в «Айнтрахт Брауншвейг». Из-за травмы связок пропустил начало сезона. За клуб дебютировал в матче против «Гамбург». В чемпионате дебютировал в матче против «Боруссия Дортмунд II». Свой первый гол забил в ворота «Хавелсе». Всего за клуб сыграл 25 матчей, где забил 3 мяча и отдал 4 голевые передачи.
1 июля 2022 ушёл в аренду в «Галлешер». В своём первом матче за клуб против «Цвиккау», забил гол.

## Карьера в сборной
За сборную Германии до 19 лет сыграл 6 матчей. За сборную до 20 лет сыграл 2 матча.